# The 美学
「The 美学」（ザ びがく）は、松浦亜弥の7枚目のシングル。2002年9月19日にzetimaから発売された。

## 収録曲
全作詞・作曲：つんく
1. The 美学 [4:06]
編曲：鈴木Daichi秀行
2. I know [4:41]
編曲：河野伸
3. The 美学 (Instrumental) [4:06]

## 参加ミュージシャン
The 美学
- 全ての楽器：鈴木Daichi秀行
- トランペット：小林太
- コーラス：松浦亜弥・つんく

I Know
- キーボード&プログラミング：河野伸
- ギター：林部直樹
- ベース：入江太郎
- トランペット：菅坂雅彦・横山均
- トロンボーン：松本治
- サックス：山本拓夫・竹野昌邦
- コーラス：松浦亜弥